# Herb prowincji Viljandi

Herb prowincji Viljandi

Herb prowincji Viljandi (est. Viljandimaa vapp) - przedstawia  na tarczy w polu błękitnym srebrnego orła z rozpostartymi skrzydłami, ze złotym dziobem, językiem i łapami. Orzeł w prawej (heraldycznie) łapie trzyma srebrny miecz. Na piersi orła tarcza z trzema złotymi kłosami w polu zielonym.
Herb nadany został 5 lutego 1937 roku, ponownie wraz z flagą 26 sierpnia 1996 roku.

## Symbolika
Srebrny orzeł z mieczem symbolizuje wolność zdobytą w walce. Zielona tarczka z kłosami symbolizuje południowy rolniczy region (Mulgimaa) prowincji.

## Historia powstania
Herb prowincji pochodzi z konkursu ogłoszonego w 1928 roku.
Jedna z nagrodzonych propozycji przedstawiała na tarczy w polu czarnym  orła w locie trzymającego w łapach miecz i błękitną tarczę z pługiem.
Inne propozycje herbu przedstawiały m.in. w polu błękitnym złoty snop zboża, pojedynczy kłos.